# La notte ha divorato il mondo
La notte ha divorato il mondo (La nuit a dévoré le monde) è un film del 2018 diretto da Dominique Rocher.

## Trama
Quando si risveglia in un appartamento dove il giorno prima si è tenuta una festa, Sam si trova da solo e le strade di Parigi sono piene di morti viventi. Tuttavia, potrebbe non essere il solo a essere scampato alla pandemia.

## Distribuzione
Il film è stato presentato in anteprima il 13 gennaio 2018 al Festival Premiers Plans d'Angers; in Italia il 31 ottobre 2018 al Trieste Science+Fiction Festival.